# Burgschule (Königsberg)
Die Burgschule war nach dem Altstädtischen Gymnasium, dem Kneiphöfischen Gymnasium und dem Löbenichtschen Realgymnasium das viertälteste Gymnasium in Ostpreußens Provinzialhauptstadt Königsberg.

## Geschichte
Am 17. August 1664 verlieh Kurfürst Friedrich Wilhelm in einer Schenkungsurkunde der reformierten Kirchengemeinde einen Landbesitz von hundert Hufen als materielle Grundlage für die zu unterhaltende Schule. Den Bauplatz für Kirche und Schule hatte der Kurfürst selbst ausgesucht. Die Burgschule, im Laufe der Zeit mit den Titeln „Reformierte lateinische Parochialschule“, „Reformierte Lateinschule“ und „Deutsch-reformierte Schule“ versehen, sollen sogar Kinder von in Polen und Litauen wohnenden Engländern und Schotten besucht haben. 1720 wurde an der Burgschule der erste lutherische Lehrer eingestellt, dem mehr und mehr Schüler und Lehrer folgten. Um 1800 betrug der Anteil der lutherischen Schüler schon 75 %. Der Königsberger Schulplan sollte ursprünglich auch auf die Burgschule angewandt werden, doch die Verhandlungen scheiterten schließlich am Verhalten des Kirchenkollegiums, das keinerlei Privilegien an der Schule aufgeben wollte. So wurde die Burgschule 1813 in eine Höhere Bürgerschule umgewandelt. 1819 erhielt sie die Bezeichnung „Burgschule“. 1827 wurde die Burgschule für den Abgang in bestimmte Berufe den Gymnasien wieder gleichgestellt.
Im Jahre 1859 wurde sie mit Wirkung vom 15. Oktober in den neuen Schultyp einer Realschule erster Ordnung umgewandelt. Die Umwandlung der Schule vom Realgymnasium zur Oberrealschule wurde 1902 abgeschlossen. Die Schule erhielt nun den Namen „Königliche Oberrealschule auf der Burg“. 1930 zog die Burgschule vom Burgkirchplatz (in unmittelbarer Nähe der Burgkirche), zum Landgraben. Das neue Gebäude hatte den Grundriss der Ordensburg Lochstädt am Frischen Haff. Über dem Haupteingang waren die Köpfe von Nicolaus Copernicus, Kant, Herder und Corinth angebracht. Ab 1936 hieß sie „Oberschule für Jungen auf der Burg“. Am 22. Januar 1945 wurde der Unterricht, wie an allen Schulen in Königsberg, eingestellt.
1955 hatte Duisburg eine Patenschaft für die Stadtgemeinschaft Königsberg übernommen. Noch im selben Jahr, am 28. Mai 1955, übernahm das Landfermann-Gymnasium die Patenschaft für das ehemalige Collegium Fridericianum. Anlässlich des 300-jährigen Gründungsjubiläums  folgte das Mercator-Gymnasium in der Patenschaft für die Burgschule am 27. September 1958.
Die Couleur der Schule war grün-gold-grün.

## Lehrer
Nach Geburtsjahr geordnet
- Heinrich Schiefferdecker (1810–1891), Rektor bis 1881
- Franz Olck (1841–1905), Lehrer von 1867 bis 1894
- Ottomar Cludius (1850–1910)
- Max Mirisch (1853–1912), Direktor ab 1901[2][3]
- Albert Zweck (1857–1934)
- Richard Draeger (1876–1945), Lehrer von 1921 bis 1936[4]

## Schüler
- Theodor Gottlieb von Hippel der Jüngere (1775–1843), Staatsmann, verfasste für Friedrich Wilhelm III. den Aufruf An Mein Volk
- E. T. A. Hoffmann (1776–1822), Dichterjurist, Komponist, Kapellmeister, Musikkritiker, Zeichner und Karikaturist
- August Graf von Konitz (1783–1852), Generalleutnant
- Colmar Freiherr von der Goltz (1843–1916), Generalfeldmarschall
- Gustav Albert Peter (1853–1937), Botaniker
- Ernst Mann (1886–1945), Jurist in der Finanzverwaltung
- Ernst Wiechert (1887–1950), Lehrer und Schriftsteller
- Herbert Beister  (1924–2012), Tiefbauingenieur.